# Festival du cinéma américain de Deauville 2008
Le Festival du cinéma américain de Deauville 2008, la 34e édition du festival, s'est déroulé du 5 au 14 septembre 2008.
Orange est le partenaire officiel de l'évènement, remplaçant ainsi Canal + qui était partenaire officiel de l'évènement depuis 2000.

## Jury

### Jury de la sélection officielle
|  | Nom                                 | Qualité                   | Nationalité |
|  | ----------------------------------- | ------------------------- | ----------- |
|  | Carole Bouquet (présidente du jury) | actrice                   | France      |
|  | Édouard Baer                        | acteur                    | France      |
|  | Ronit Elkabetz                      | actrice et réalisatrice   | Israël      |
|  | Pierre Jolivet                      | réalisateur et scénariste | France      |
|  | Cédric Kahn                         | réalisateur               | France      |
|  | Bouli Lanners                       | acteur                    | Belgique    |
|  | Cristian Mungiu                     | réalisateur               | Roumanie    |
|  | Leonor Silveira                     | actrice                   | Portugal    |
|  | Dean Tavoularis                     | chef décorateur           | États-Unis  |
|  |                                     |                           |             |

### Jury de la Révélation Cartier
- Zoe R. Cassavetes (Présidente du Jury)
- Léa Drucker (Membre du Jury)
- Diastème (Membre du Jury)
- Jalil Lespert (Membre du Jury)
- Ara Starck (Membre du Jury)

## Sélection

### En Compétition
- Snow Angels de David Gordon Green
- Tabou(s) d'Alan Ball
- Gardens of the Night de Damian Harris
- Sunshine Cleaning de Christine Jeffs
- Smart People de Noam Murro
- The Visitor de Thomas McCarthy
- Ballast de Lance Hammer
- Afterschool d'Antonio Campos
- All God's Children Can Dance de Robert Logevall
- American Son de Neil Abramson (en)
- Momma's Man d'Azazel Jacobs

### Film d'ouverture
- Mamma Mia ! de Phyllida Lloyd

### Film de clôture
- Une histoire de famille de Helen Hunt

### Premières
- Hellboy 2 de Guillermo del Toro
- Une histoire de famille de Helen Hunt
- Coup de foudre à Rhode Island de Peter Hedges
- Max la menace de Peter Segal
- Une fiancée pas comme les autres de Craig Gillespie
- Appaloosa d'Ed Harris
- Mamma Mia ! de Phyllida Lloyd
- Harcelés de Neil LaBute
- Married Life d'Ira Sachs
- L'Échange de Clint Eastwood
- Recount de Jay Roach
- Miracle à Santa-Anna de Spike Lee
- The Girl Next Door de Gregory Wilson
- La Vie devant ses yeux de Vadim Perelman
- Wackness de Jonathan Levine
- La Théorie du Chaos de Marcos Siega
- Des idiots et des anges de Bill Plympton
- Meurtres à l'Empire State Building de William Karel
- Sex and the USA de Jan Wellmann
- The Yellow Handkerchief d'Udayan Prasad

### Les Hommages
- Ed Harris
- Mitchell Leisen
- Parker Posey
- Spike Lee

## Palmarès
| Prix                               | Lauréat                                  |
| ---------------------------------- | ---------------------------------------- |
| Grand prix                         | The Visitor de Thomas McCarthy           |
| Prix du jury                       | Ballast de Lance Hammer                  |
| Prix de la critique internationale | Gardens of the Night de Damian Harris    |
| Prix de la Révélation Cartier      | Ballast de Lance Hammer                  |
| Prix Michel-d'Ornano               | Johnny Mad Dog de Jean-Stéphane Sauvaire |